# Johan Persson
Pour les articles homonymes, voir Persson.
Johan Persson, né le 20 juin 1984 à Tollarp en Suède, est un footballeur suédois qui évolue au poste de milieu défensif.

## Biographie

### Débuts professionnels
Né à Tollarp en Suède, Johan Persson commence le football dans le club local du Tollarps IF avant de rejoindre l'IFK Hässleholm.

### Östers IF
C'est avec ce club qu'il découvre l'Allsvenskan, l'élite du football suédois, lors de la saison 2013. Il y joue son premier match le 1er avril 2013, lors de la première journée, contre l'IF Brommapojkarna (2-2).

### Hammarby IF
En fin d'année 2013, Johan Persson quitte l'Östers IF et rejoint l'Hammarby IF, le transfert est annoncé le 21 décembre 2013. Le club évolue alors dans le Superettan. Il joue son premier match sous ses nouvelles couleurs le 4 mars 2014, face à l'Ängelholms FF, en coupe de Suède (0-0), match durant lequel il se fait expulser après avoir reçu un second carton jaune. Persson s'impose très vite comme un élément important de l'équipe, portant le brassard de capitaine dès son quatrième match, le 14 avril 2014, lors de la victoire en championnat face à Degerfors IF (5-0). Il participe au parcours du club en championnat, qui termine premier, est sacré champion de deuxième division, et accède donc à l'échelon supérieur à l'issue de la saison 2014.
Persson retrouve donc l'Allsvenskan, lors de la saison 2015.

### Helsingborgs IF
Johan Persson s'engage avec l'Helsingborgs IF le 5 juillet 2017, pour un contrat de deux ans et demi,. Le 22 juillet suivant, il joue son premier match sous ses nouvelles couleurs, lors d'une rencontre de championnat face à l'Örgryte IS, où il est titularisé. Son équipe s'impose sur le score de un but à zéro ce jour-là. En octobre de la même année, il se blesse sérieusement au pied, ce qui le tient éloigné des terrains durant un an.

### Retour à l'Östers IF
Le 21 juillet 2019, Johan Persson effectue son retour à l'Östers IF.
Il termine sa carrière avec l'Östers IF, annonçant en novembre 2020 se retirer à l'issue de la saison, à l'âge de 36 ans.

## Palmarès

### En club
Hammarby IF
- Champion de Suède de D2
  - 2014.